# Olessja Hudyma
Olessja Petriwna Hudyma (ukrainisch Олеся Петрівна Гудима; * 10. Mai 1980 in Ternopil, Oblast Ternopil, Ukrainische Sozialistische Sowjetrepublik) ist eine ukrainische Malerin, Journalistin und Schriftstellerin.

## Leben
Sie absolvierte 2003 die Fakultät der Journalistik an der Nationalen Iwan-Franko-Universität in Lwiw und arbeitete anschließend als Journalistin. Seit 2007 beschäftigt sich aktiv mit Malerei. Ihr Traum ist es, ein "lebendiges" Bild des Friedens für die Ukraine zu malen.

### Werke
- 2009 – erste persönliche Ausstellung der Kunstarbeiten „Snowyda“. Art Club "Kosa" (Ternopil).
- 2010 – persönliche Ausstellung  der Kunstarbeiten „Schritte“. Private Kunst Galerie. (Ternopil).
- 2010 – Teilnahme beim Internationalen Kunstsalon "Solota Susa – 2010" (Riwne), bekam Auszeichnung in Nominierung "Metamorfosen".
- 2010 – „Künstler des Jahres“ nach Version der Zeitung "Misto" Ternopil.
- 2011 – Teilnehmerin des Kunstprojekts "Menschen und Blumen" (Ternopil).
- 2012 – Teilnahme im Kunstprojekt "Schljachom serzja" (Ternopil).
- 2012 – Organisatorin der Kinderausstellung "Korydoramy tschasu" (Ternopil).
- 2013 – Autorenausstellung "Shywu lehenko sa meshamy sebe" (Kremenez).
- 2013 – Teilnehmerin und Mitorganisatorin des Kunstprojekts „Prysutnist“ (Ternopil).
- 2014 – Teilnehmerin der Allukrainischen Ausstellung "Majdan hidnosti" Städte: Terebowlja, Tschortkiw, Riwne, Chmilnyk, Winnyzja, Odessa.
- 2015 – Teilnehmerin des Internationalen Kunstfestivals "I".

Die Bilder von Olessja Hudyma befinden sich in privaten Sammlungen von Kunstliebhabern in der Ukraine, Kanada, Frankreich, Vereinigte Staaten, Deutschland, England, Spanien und Polen.